# 27. Infanterie-Division (Wehrmacht)
La 27. Infanterie-Division fu un'unità della Wehrmacht operativa durante la seconda guerra mondiale, e da cui prese vita la 17. Panzer-Division.
Un membro famoso di questa divisione fu Fritz Lindemann, coinvolto nell'attentato a Hitler del 20 luglio 1944 e morto in carcere in seguito alle percosse subite.

## Storia
| Luogo    | Periodo             |
| Polonia  | set 1939 - dic 1939 |
| Germania | dic 1939 - mag 1940 |
| Francia  | mag 1940 - set 1940 |

La storia della divisione ebbe origine il 1º ottobre 1936 ad Augusta, in Baviera. Due anni dopo fu mobilitata per prendere parte all'occupazione della Cecoslovacchia in seno alla 12ª Armata, quindi il 26 agosto 1939 le fu ordinato di prepararsi per la campagna di Polonia, iniziata il 1º settembre.
La 27. Infanterie-Division prese parte alla campagna nella riserva del Gruppo d'armate Sud, ma prestò fu spostata in prima linea e combatté a Wolbrom e a Osiek, avanzando verso la Vistola e raggiungendo le città di Machów, Zamość (dove si scontrò ancora una volta con l'esercito polacco), Łabunie e Krasnobród.
A dicembre fu trasferita nell'Eifel, sempre sotto la 12ª Armata ma facente parte del Gruppo d'armate A, dove all'inizio del 1940 cedette alcuni reparti ad altre unità che però vennero presto rimpiazzati da nuove reclute.
Dopo una brevissima permanenza nel Gruppo d'armate B, la divisione iniziò la campagna di Francia nel maggio 1940 venendo inquadrata, come fu in Polonia, nella riserva della 12ª Armata. Passando per il Lussemburgo, raggiunse Sankt Vith, Dinant, Guise, Péronne e Arras, fermandosi lungo il fiume Somme.

Da qui, l'8 giugno riprese la marcia con la 4ª Armata del Gruppo d'armate B, con la quale combatté ad Amiens spingendo il nemico oltre la Senna e la Loira, terminando le operazioni belliche il 25 giugno.
Firmato il secondo armistizio di Compiègne, che sancì la vittoria tedesca sulla Francia, l'unità rimase fino a metà settembre nel paese in qualità di truppa d'occupazione, militando nelle file della 2ª Armata del Gruppo d'armate C. Alla fine del mese la divisione ritornò in Germania dove, il 1º novembre 1940, fu riorganizzata per formare la 17. Panzer-Division, trasferendo alcuni uomini e mezzi alla 132. Infanterie-Division, 4. Gebirgs-Division e 25. Infanterie-Division (motorisiert).

## Ordine di battaglia
- Stab (quartier generale)
- 40. Infanterie-Regiment (40º reggimento fanteria)
- 63. Infanterie-Regiment
- 91. Infanterie-Regiment
- 27. Aufklärungs-Abteilung (27º battaglione da ricognizione)
- 27. Artillerie-Regiment (27º reggimento artiglieria)
  - Artillerie-Abteilung I
  - Artillerie-Abteilung II
  - Artillerie-Abteilung III
  - I/63. Artillerie-Regiment (1º battaglione del 63º reggimento artiglieria)
- 27. Beobachtungs-Abteilung (27º battaglione monitoraggio) - dal dicembre 1939 fu rinominato "Heerestruppe" (truppa dell'esercito) e divenne indipendente
- 27. Pionier-Bataillon (27º battaglione del genio militare)
- 27. Panzerabwehr-Abteilung (27º battaglione anticarro)
- 27. Nachrichten-Abteilung (27º battaglione trasmissioni)
- 27. Feldersatz-Bataillon (27º battaglione rimpiazzi)
- 27. Versorgungseinheiten (unità di supporto)

## Comandanti
| Nome                  | Grado           | Inizio          | Fine             | Note                                |
| Emil Reischle         | Generalmajor    | 1º ottobre 1936 | 21 dicembre 1936 | deceduto in seguito ad un incidente |
| Friedrich Bergmann    | Generalleutnant | 1º gennaio 1937 | 5 ottobre 1940   |                                     |
| Hans-Jürgen von Arnim | Generaloberst   | 5 ottobre 1940  | 1º novembre 1940 |                                     |

Dati tratti da: